# Anastassi Vonsiatski
Anastassi Andréievitx Vonsiatski - Анастасий Андреевич Вонсяцкий (rus) - (en polonès: Anastazy Wąsacki) (12 de juny de 1898, Varsòvia, Imperi Rus - 5 de febrer de 1965, Saint Petersburg (Florida), EUA) fou un emigrant antibolxevic i líder feixista als Estats Units als anys 1920.
Fou ciutadà americà naturalitzat i dirigí una organització d'extrema dreta, l'Organització Feixista de Totes les Rússies. La seu de l'OFTR es trobava a Putnam (Connecticut). Vonsiatski fou detingut amb el suport de contactes secrets amb agents de l'Alemanya nazi el 1942 arran de l'entrada dels Estats Units en la Segona Guerra Mundial.
Va ser alliberat a començaments del 1946, i visqué la resta de la seva vida als EUA, on morí a Saint Petersburg (Florida) el 1965.